# Antics
Antics é o segundo álbum de estúdio lançado pela banda Interpol em 27 de setembro de 2004.
Recebeu boas críticas por parte da crítica, e é considerado por muitos fãs de Interpol como "o fiel seguidor de Turn on the Bright Lights".
Foi considerado pela revista Rolling Stone como 18º melhor álbum de 2004, e foi considerado pela Pitchfork como o 27º melhor álbum de 2004.
| Críticas profissionais                                                      | Críticas profissionais |
| Avaliações da crítica                                                       | Avaliações da crítica  |
| Fonte                                                                       | Avaliação              |
| --------------------------------------------------------------------------- | ---------------------- |
| allmusic                                                                    | [ 1 ]                  |
| BBC                                                                         | (favorável)            |
| BBC Collective                                                              | [ 3 ]                  |
| Blender                                                                     | [ 4 ]                  |
| Crawdaddy!                                                                  | (mixed)                |
| Drowned in Sound                                                            | (9/10)                 |
| Pitchfork Media                                                             | (8.5/10)               |
| Rolling Stone                                                               | [ 8 ]                  |
| Spin                                                                        | [ 9 ]                  |
| Esta tabela precisa de ser acompanhada por texto em prosa. Consulte o guia. |                        |

## Faixas
Todas as faixas escritas e compostas por Interpol. 
| N.º            | Título                  | Duração |  |
| 1.             | "Next Exit"             | 3:20    |  |
| 2.             | "Evil"                  | 3:35    |  |
| 3.             | "Narc"                  | 4:07    |  |
| 4.             | "Take You on a Cruise"  | 4:54    |  |
| 5.             | "Slow Hands"            | 3:04    |  |
| 6.             | "Not Even Jail"         | 5:46    |  |
| 7.             | "Public Pervert"        | 4:40    |  |
| 8.             | "C'mere"                | 3:11    |  |
| 9.             | "Length of Love"        | 4:06    |  |
| 10.            | "A Time to Be So Small" | 4:50    |  |
| Duração total: | Duração total:          | 41:39   |  |